# Гірські ліси Чину та Аракану
Гірські ліси Чину та Аракану (ідентифікатор WWF: IM0109) — індомалайський екорегіон тропічних та субтропічних вологих широколистяних лісів, розташований на заході М'янми.

## Географія
Екорегіон гірських лісів Чину та Аракану охоплює гори Чин, розташовані в штаті Чин на заході М'янми, та Араканські гори, також відомі як гори Ракайн, розташовані на південному заході М'янми, на кордоні між штатом Ракайн та областями Магуе, Баго та Іраваді. Найвищою вершиною регіону є гора Вікторія, або Нат-Ма-Таунг висотою 3109 м, розташована в горах Чин. На заході, півночі і північному сході екорегіон переходить у дощові ліси Мізораму, Маніпуру та Качину, на сході — у вологі листяні ліси басейну Іраваді, а на півночі — у соснові ліси Північно-Східної Індії та М'янми.

## Клімат
В межах екорегіону переважає вологий субтропічний клімат (Cwa за класифікацією кліматів Кеппена) або високогірний субтропічний клімат (Cwb за класифікацією Кеппена). Середня температура влітку становить 24 °C, але взимку температура може опускатися нижче 0 °C. Середньорічна кількість опадів в регіоні може перевищувати 4000 мм.

## Флора
Широкий висотний діапазон регіону призвів до формування різних рослинних угруповань. На висоті до 1000 м над рівнем моря поширені низькогірські ліси, основу яких складають пістряві баугінії (Bauhinia variegata), гарні лагерстромії (Lagerstroemia speciosa), могутні дерріси (Derris robusta), а також різні види фікусів (Ficus spp.), гібісків (Hibiscus spp.) та стробліантів (Strobilanthes spp.). Дерева в зрілих лісах рясно вкриті ліанами, зокрема волохатими конгеями (Congea tomentosa) та мавпячим тамариндом (Mucuna pruriens).
На висоті від 1000 до 2100 м над рівнем моря поширені мішані вічнозелені широколистяні ліси, основу яких складають різні види дубів (Quercus spp.),  кастанопсисів (Castanopsis spp.), євгеній (Eugenia spp.), саурай (Saurauia spp.), японських мушмул (Eriobotrya spp.) та шім (Schima spp.). На висоті понад 2000 м над рівнем моря в лісах переважають гімалайські таксони, зокрема непальські вільхи (Alnus nepalensis), вільхоподібні берези (Betula alnoides), різні види грабів (Carpinus spp.), слив (Prunus spp.), груш (Pyrus spp.) та торрей (Torreya spp.). На більших висотах поширені різні види каштанів (Castanea spp.), дернів (Cornus spp.), японських мушмул (Eriobotrya spp.) та тисів (Taxus spp.). 
У гірських хмарних лісах регіону поширені численні епіфіти, зокрема різні види есхінантусів (Aeschynanthus spp.) та агапетесів (Agapetes spp.), кофеїнові рододендрони (Rhododendron cuffeanum), різноманітні  представники родин Кліщинцеві (Araceae) та Зозулинцеві (Orchidaceae), зокрема різні види дендробіумів (Dendrobium spp.) та плейонів (Pleione spp.).
На висоті від 2400 до 2750 м над рівнем моря основу лісів складають деревоплідні літокарпуси (Lithocarpus xylocarpus), а на висоті понад 2750 м над рівнем моря домінують деревоподібні рододендрони (Rhododendron arboreum) та напівграболисті дуби (Quercus semecarpifolia). На найвищих гірських вершинах, на висоті понад 3000 м над рівнем моря, поширені чагарникові ліси, основу яких складають розлогий звіробій (Hypericum patulum) та бірманський рододендрон (Rhododendron burmanicum). Серед трав'янистих рослин, що зустрічаються в чагарникових лісах, слід відзначити різні види тої (Aconitum spp.), салату (Lactuca spp.), шолудивника (Pedicularis spp.) та вероніки (Veronica spp.). У деяких районах на вершинах гірських хребтів зустрічаються помірні савани, основу яких складають чагарники, зокрема різні види рододендронів (Rhododendron spp.), будлей (Buddleja spp.), вовчого лика (Daphne spp.), лейкестерій (Leycesteria spp.) та жимолості (Lonicera spp.), а також високі трави, зокрема різні види тої (Aconitum spp.), цар-зілля (Delphinium spp.), журавця (Geranium spp.) та рутвиці (Thalictrum spp.).
На вершині високої гори Вікторія, розташованої на південному заході М'янми, зустрічаються рідкісні угруповання альпійського різотрав'я. Цей ізольований "небесний острів" є рефугіумом, в якому з часів останнього льодовикового періоду збереглися рідкісні представники помірної палеарктичної флори, такі як китайський тетрацентрон (Tetracentron sinense). Крім того, що гора Вікторія є островом гімалайської альпійської рослинності в тропічних широтах, на ній на висоті понад 1800 м над рівнем моря зустрічаються різноманітні ендемічні рослини, зокрема бірманські рододендрони (Rhododendron burmanicum), рододендрони Куффе (Rhododendron cuffeanum), агапетеси Анвіна (Agapetes unwinii), фіалки Анвіна (Viola unwinii), глобби Уорда (Globba wardii), журавці Уорда (Geranium wardii), південні роскеї (Roscoea australis), бірманські мітлиці (Agrostis burmanica), мітлиці Макліна (Agrostis mackliniae), незвичайні апокопіси (Apocopis anomalus) та триколоси Уорда (Tripogon wardii).

## Фауна
Серед поширених в екорегіоні ссавців слід відзначити індійського слона (Elephas maximus indicus), гаура (Bos gaurus), суматранського серау (Capricornis sumatraensis), червоного серау (Capricornis rubidus), індійського замбара (Rusa unicolor), броворогого оленя (Rucervus eldii), індійського мунтжака (Muntiacus muntjak), дику свиню (Sus scrofa), бенгальського лорі (Nycticebus bengalensis), північного свинохвостого макаку (Macaca leonina), чубатого лангура (Trachypithecus pileatus) та західного хулока (Hoolock hoolock). Серед хижих ссавців, що зустрічаються в регіоні, слід відзначити індокитайського тигра (Panthera tigris corbetti), індокитайського леопарда (Panthera pardus delacouri), димчасту пантеру (Neofelis nebulosa), золотисту котопуму (Catopuma temminckii), бенгальського кота (Prionailurus bengalensis), гірського куона (Cuon alpinus), гімалайського ведмедя (Ursus thibetanus) та малайського ведмедя (Helarctos malayanus).
Серед поширених в екорегіоні птахів слід відзначити рудоголового скриточуба (Tickellia hodgsoni), сіроголову альципу (Alcippe poioicephala), чорнобороду сутору (Psittiparus gularis), сірощоку сутору (Suthora nipalensis), білоброву фульвету (Fulvetta vinipectus), китайського личинкоїда (Pericrocotus ethologus), гірського оливника (Ixos mcclellandii), гімалайську мухоловку (Ficedula tricolor) та білобрового соловейка (Larvivora brunnea). Серед майже ендемічних птахів, що зустрічаються в регіоні, слід відзначити гірського бабакса (Pterorhinus woodi), мізорамського баблера-рихталика (Spelaeornis oatesi), маніпурську чагарницю (Trochalopteron virgatum) та іржасту чагарницю (Trochalopteron austeni). Ендеміками екорегіону є бірманські ополовники  (Aegithalos sharpei) та рідкісні білоброві повзики (Sitta victoriae), поширені в дубово-рододендронових лісах Чину на висоті понад 2000 м над рівнем моря. Іншими ендеміками екорегіону є дуже рідкісні араканські лісові черепахи (Heosemys depressa).

## Збереження
Оцінка 2017 року показала, що 1763 км², або 6 % екорегіону, є заповідними територіями. Природоохоронні території включають: Національний парк Натматаунг, Національний парк Бвепартаунг та Слоновий заповідник Ракайн-Йома.